# José Lahoz
José Luis Lahoz Trol (Azuara, 23 de abril de 1916-Zaragoza, 15 de febrero de 2011) fue un ciclista español.

## Biografía
Nacido en el Pantano de Moneva donde su padre trabajaba como pastor de ovejas, pero inscrito en la localidad cercana de Azuara (Zaragoza). Desde muy joven se fue a vivir a María de Huerva.
Nunca se pudo dedicar profesionalmente al mundo de la bicicleta porque los premios que se daban por aquel entonces eran escasos. Por ello regentaba un taller de reparación y al llegar a ser conocido tenía mucha clientela.
Participó en la Vuelta Ciclista a España en 1945, 1947 y 1948. Pudo ganar una etapa en Gijón pero el sprinter Delio Rodríguez le ganó en el último momento.
Junto a Antonio Salazar era el único superviviente de la primera edición de la Vuelta Ciclista a Aragón.
Falleció a los 94 años de edad
En el año 2009 recibió un homenaje durante el I Azuara Bikemaraton (www.azuarabikemaratón.com), tras su fallecimiento ACZA, entidad gestora de la prueba, decidió retirar el dorsal n.º 1 en señal de luto hacia el corredor y renombrar la carrera como Azuara Bikemaraton "Memorial José Lahoz"

## Títulos
- Circuito Ribera del Jalón
- Circuito de Tafalla
- Gran Premio de Pascuas (1943)
- Campeón de España independiente  (1951).